# Textvittne
Textvittne eller bara vittne används i textkritiska och filologiska sammanhang för att beteckna varje fysisk manifestation av en text eller ett verk.
När textkritiken utvecklades som en del av bibelforskningen hade den som en huvuduppgift att fastställa "urtexten". Mer allmänt kan textkritikerns uppgift sägas vara att sortera de olika textvittnena och avlägsna de läsarter som sannolikt skiljer sig från originalet, och därmed skapa en ”kritisk text”, eller kritisk upplaga, som är tänkt att ligga så nära originalet som möjligt. På samma gång bör den kritiska upplagan dokumentera olika varianter så att det är tydligt för läsaren vilka kopplingar som gjorts mellan de olika varianterna.